# Cold Fact
A Cold Fact Sixto Diaz Rodriguez amerikai zenész első albuma.

## Számok
1. Sugar Man (3.45)
2. Only Good For Conversation (2.25)
3. Crucify Your Mind (2.30)
4. This Is Not A Song, It's an Outburst: Or, The Establishment Blues (2.05)
5. Hate Street Dialogue (2.30)
6. Forget It (1.50)
7. Inner City Blues (3.23)
8. I Wonder (2.30)
9. Like Janis (2.32)
10. Gommorah (A Nursery Rhyme) (2.20)
11. Rich Folks Hoax (3.05)
12. Jane S. Piddy (2:54)